# Симетикон
Симетикон — кремнийорганическое соединение группы полидиметилсилоксанов, обладающее свойствами пеногасителя, используемого для уменьшения вздутия живота, дискомфорта или боли, вызванных чрезмерным газообразованием.

## Использование в медицине
Симетикон используется для облегчения симптомов избыточного газовыделения в желудочно-кишечном тракте — в частности, вздутия живота, отрыжки и газоиспускания. Ряд исследований также показал, что симетикон может ослаблять симптомы диспепсии и вздутия живота, хотя доказательства того, что такое применение симетикона эффективно, не являются достаточными.
Клинические исследования не показывают достоверно, что применение симетикона облегчает младенческие и детские колики (не отличается по эффективности от плацебо по данным систематических обзоров), и поэтому его применение с такой целью не является рекомендованным. Несмотря на отсутствие достаточных научных обоснований, проведённое в Великобритании в 2017 году исследование показало, что, согласно ощущениям родителей, симетикон помогал в ряде случаев.

## Побочные эффекты
Симетикон не имеет серьёзных побочных эффектов. К редким (наблюдавшимся в 1…0.1 % cлучаев) побочным эффектам относятся запор и тошнота.

## Фармакологическое действие
Симетикон используется как ветрогонное средство, изменяя поверхностное натяжение пузырьков кишечного газа, вынуждая их объединяться в более крупные пузырьки, которые могут в дальнейшем поглощаться стенками кишечника или выводиться с перистальтикой. Эффективность симетикона в таком применении была показана рядом исследований in vitro.
Тем не менее симетикон не уменьшает и не предотвращает собственно формирования газа.
При УЗИ и рентгенографии предупреждает помехи и перекрытия изображений; способствует лучшему орошению слизистой оболочки толстой кишки контрастным лекарственным средством, препятствуя разрыву контрастной плёнки.
Вследствие физиологической и химической инертности не всасывается в организме, после прохождения через желудочно-кишечный тракт выводится в неизмененном виде.

## Химия
Химическое название симетикона — α-(триметилсилил)-ω-метилполи[окси(диметилсилилен)], смесь с диоксидом кремния.

## Показания
Усиленное газообразование и накопление газов в желудочно-кишечном тракте (метеоризм, синдром Ремгельда, аэрофагия, образование газов в послеоперационном периоде); подготовка к диагностическим процедурам органов брюшной полости и малого таза (рентгенография, сонография), профилактика образования пены при гастроскопии; в качестве пеногасителя при отравлениях ПАВ (например моющими средствами).
Противопоказания
Гиперчувствительность, кишечная непроходимость, обструктивные заболевания желудочно-кишечного тракта.

## Названия
Название МНН «симетикон» было добавлено в рекомендуемый список МНН в 1999 г.
Симетикон продается под многими торговыми марками и во многих комбинированных препаратах; он также продается как ветеринарный препарат.